# Good Time (Film)
Good Time ist ein US-amerikanischer Kriminalfilm der Brüder Benny und Josh Safdie. Das Filmdrama feierte am 25. Mai 2017 im Rahmen der Filmfestspiele in Cannes seine Weltpremiere.

## Handlung
Der geistig zurückgebliebene Nick Nikas, der gerichtliche Therapiesitzungen auferlegt bekommen hat, spricht mit seinem Arzt über seine gewalttätige Großmutter, bei der er im New Yorker Stadtteil Queens lebt, und darüber, dass er nicht weiß, wie er seinen Zorn oder die sozialen Auswirkungen seines Handelns kontrollieren kann. Er wird von seinem Bruder Connie aus der Sitzung geholt, der einen Banküberfall geplant hat, damit sie nach Virginia ausreißen können. Sie wollen dabei 65.000 US-Dollar erbeuten. Doch Nick, der nach dem Überfall als erster panisch wegrennt, wird bei der Flucht von der Polizei gefasst und nach Rikers Island gebracht.
Da Connie für die Kaution 10.000 US-Dollar fehlen, weil das Raubgeld durch eine während der Flucht explodierte Farbpatrone eingefärbt wurde, muss er diese auf andere Weise aufbringen. Er versucht das Geld schließlich von der Mutter seiner Freundin Corey zu kriegen, was fehlschlägt. Zwischenzeitlich hat sich sein Bruder im Gefängnis schon allerlei Feinde gemacht. Connie entführt vermeintlich Nick in einem Rollstuhl von einem Krankenhaus, in das er gebracht wurde, nachdem man ihn im Gefängnis verprügelt hatte. Als die beiden bei einer Familie Asyl finden, stellt sich heraus, dass Connie nicht Nick, sondern jemand anderen, Ray, mit sich nahm. Zusammen mit ihm versucht er Geld aufzutreiben, was schlussendlich zu Connies Festnahme führt und Rays Sturz aus einem Haus. Weiters führt Connies Handeln zur Festnahme der 16-jährigen Crystal – Enkelin der Frau die ihm Asyl bot – und eines Sicherheitsmannes. Nach Connies Geständnis kommt Nick frei und nimmt bei einer Therapiesitzung erstmals an einer Gruppenarbeit teil.

## Produktion

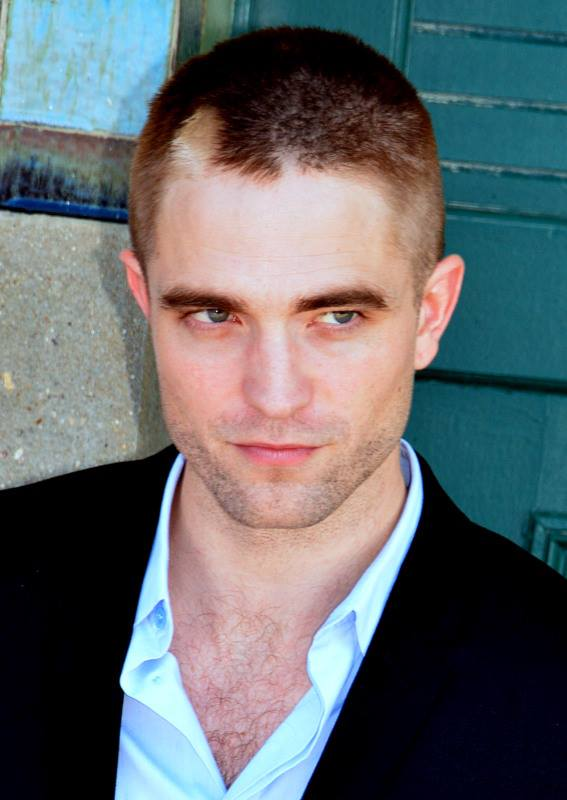
Im September 2017 stellte Robert Pattinson den Film beim Festival des amerikanischen Films vor

### Stab und Besetzung
Regie führten die Brüder Benny und Josh Safdie. Letzterer schrieb gemeinsam mit Ronald Bronstein auch das Drehbuch zum Film. In einem Interview mit Arte sagten die Regisseure, sie seien von Texten von Norman Mailer sehr beeinflusst worden, besonders von seinen Büchern Gnadenlos und In the Belly of the Beast. Auch die US-amerikanische Reality-TV-Serie COPS sei eine Inspiration gewesen. Dem Film scheine die Zeit auszugehen, und so wollten die Brüder die Geschwindigkeit in Good Time zu einer eigenen Figur machen.
Robert Pattinson spielt im Film Connie Nikas, Benny Safdie, einer der Regisseure des Films, übernahm die Rolle seines geistig zurückgebliebenen Bruders Nick. Peter Verby spielt dessen Psychiater Peter, und Jennifer Jason Leigh ist in der Rolle von Corey Ellman zu sehen. Der Rapper Necro übernahm im Film mit Caliph eine kleinere Rolle.

### Dreharbeiten und Beleuchtung
Die Dreharbeiten fanden in allen fünf Bezirken von New York statt, so unter anderem in Flushing, Rego Park, Forest Hills und im Vergnügungspark von Long Island. Als Kameramann fungierte Sean Price Williams. Der Film wurde in 35-mm-Scope gedreht, wobei zwei einzelne Aufnahmen für ein Bild entstanden. Man arbeitete während der Dreharbeiten mit Mischlicht, bestehend aus Tages- und Kunstlicht, um verschiedene Farbtemperaturen in den Film zu bekommen, da New York so eine gemischte Stadt sei, so Josh Safdie. Der Regisseur erklärte weiter, oft habe man mit nur einzelnen Lichtquellen gearbeitet, da dies heutzutage im Leben oft der Realität entspreche, wie in einer im Film gezeigten Szene im Haus der Großmutter, die lediglich von einem laufenden Fernsehgerät erhellt wird. Sein Bruder Ben erklärte, man habe die vorhandenen Lichtquellen künstlich erweitert, so ein rotes Licht an einem Bus, bei dem die ganze Szene in künstliches rotes Licht getaucht wurde, um das Mindestmaß an Beleuchtung zu erhalten, die für die Herstellung von analogem Filmmaterial notwendig ist.

### Filmmusik und Sounddesign
Die Filmmusik komponierte Oneohtrix Point Never alias Daniel Lopatin. Im Rahmen der Filmfestspiele von Cannes wurde Lopatin im Februar 2017 für seine Arbeit als bester Filmkomponist ausgezeichnet. Der Soundtrack zum Film umfasst 13 Musikstücke und wurde am 11. August 2017 als Doppel-LP, CD und Download veröffentlicht. Das Sounddesign von Ryan M. Price sei von Filmen wie in Pickpocket von Robert Bresson inspiriert gewesen, so die Regisseure. So erfolgten Aufnahmen in der Totalen, bei der beispielsweise das Klimpern der Münzen zu hören ist, wodurch diese wie eine Nahaufnahme wirken soll. Eine gelöschte Traumsequenz, in der die beiden Brüder es nach Virginia schafften, und Connie eine Kreatur erschlagen muss, wurde etwas verändert als Musikvideo zum Soundtrack-Song The Pure and the Damned verwendet.

### Veröffentlichung
Der Film feierte am 25. Mai 2017 im Rahmen der Filmfestspiele in Cannes seine Weltpremiere. Am 11. August 2017 kam der Film in ausgewählte US-amerikanische Kinos. Ebenfalls im August 2017 wurde der Film beim Internationalen Filmfestival von Locarno vorgestellt. Im Oktober 2017 wurde der Film beim London Film Festival gezeigt. Ein Kinostart in Deutschland erfolgte am 2. November 2017.

## Rezeption

### Altersfreigabe
In Deutschland ist der Film FSK 12. In der Freigabebegründung heißt es: „Der Film ist mit zahlreichen genretypischen Mitteln erzählt, bemüht sich aber auch um eine realistische Darstellung von Milieu und Charakteren. Insbesondere der Protagonist ist zwischen Solidarität mit seinem Bruder und Skrupellosigkeit ambivalent gezeichnet. Diese Ambivalenz sowie einige Darstellungen von Gewalt und Sexualität könnten bei jüngeren Kindern eine sozialethische Desorientierung zur Folge haben.“

### Kritiken und Einspielergebnis
Der Film konnte bislang 92 Prozent der Kritiker bei Rotten Tomatoes überzeugen und erhielt hierbei eine durchschnittliche Bewertung von 7,6 von möglichen 10 Punkten. Bei Metacritic erhielt der Film einen Metascore von 80 von 100 möglichen Punkten.
Michael Sennhauser von Radio SRF 2 Kultur sagt, der Film sei verblüffend gut gemacht: „Kamera und Schnitt, die atemlos schnelle, peitschende Dramaturgie, die reine erzählerische Energie sind bewundernswert und ziemlich einzigartig. Das ist ein Film wie ein höchst disziplinierter, kontrollierter Trip.“ Die Handlung könnte, so Sennhauser, mit etwas weniger Gewalt und Brutalität allerdings auch eine Komödie antreiben, und einzelne Szenen seien durchaus als Kabinettstückchen zu würdigen. Zudem übernehme der elektronische Bombast-Sound von Oneohtrix Point Never alias Daniel Lopatin hin und wieder komplett den Film, wodurch er diesen fast zum Videoclip degradiere, so Sennhauser.
Pascal Blum vom Tages-Anzeiger meint: „Es ist ein unfassbarer Trip, eine Art Fiebertraum, so wie die Safdies diese Nacht in New York darstellen, die auf den Banküberfall folgt: mit hochgepeitschten Szenen auf höchster Nervositätsstufe, wo andauernd die Polizei an die Tür hämmert und der schmierige elektronische Sound von Oneohtrix Point Never eine Nacht befeuert, die auf eine Weise ausartet, die man nur crazy nennen kann.“
Frank Schnelle von epd Film sagt, trotz der durchaus stringenten, »hässlichen« Ästhetik gelinge es dem Film nicht, uns wirklich für die Alptraumreise des Protagonisten zu interessieren: „Die Kamera rückt ihm zwar fortwährend auf den Leib, er bleibt uns aber trotzdem fremd. Das mag auch an Robert Pattinsons ausdruckslosem Spiel liegen. Im Vergleich zu seinen früheren Arbeiten in physischer Hinsicht kaum wiederzuerkennen, schafft er es nicht, die Low-Life-Rolle mit echtem Leben zu füllen. Seine leere Mimik taugt allenfalls als Projektionsfläche.“
Andreas Busche vom Tagesspiegel bemerkt zu dem von Pattinson mit seiner enervierenden Physis beherrschten Nick, dieser sei das emotionale Zentrum des Films, und Williams tauche ihn bevorzugt in schillerndes Neonlicht, wie ein Raubtier auf nächtlichem Beutezug. Je länger der Film dauere, desto deutlicher werde auch, dass sich die Dynamik der Ereignisse verselbstständigt, so Busche weiter: „Was als noble Rettungsmission für Nick begann, verkommt irgendwann zu purem Aktionismus, es geht ums reine Überleben.“
Die weltweiten Einnahmen des Films belaufen sich bislang auf rund 3 Millionen US-Dollar.

### Auszeichnungen (Auswahl)
Am 18. Dezember 2017 gab die Academy of Motion Picture Arts and Sciences bekannt, dass sich der aus dem Film stammende Song The Pure And The Damned in einer Vorauswahl von 70 Liedern befindet, aus der die Nominierungen in der Kategorie Bester Filmsong im Rahmen der Oscarverleihung 2018 bestimmt werden. Am gleichen Tag gab die Academy bekannt, dass sich Oneohtrix Point Nevers Arbeit auf einer Shortlist befindet, aus der die Nominierungen in der Kategorie Beste Filmmusik erfolgen werden. Im Folgenden eine Auswahl von Nominierungen und Auszeichnungen im Rahmen bekannter Filmpreise.
Evening Standard British Film Awards 2018
- Nominierung als Bester Darsteller (Robert Pattinson)[22]

Gotham Awards 2017
- Nominierung als Bester Film
- Nominierung als Bester Darsteller (Robert Pattinson)
- Nominierung für den Publikumspreis[23][24]

Hollywood Music in Media Awards 2017
- Nominierung in der Kategorie Original Score: Feature Film (Oneohtrix Point Never)[25]

Independent Spirit Awards 2018
- Nominierung für die Beste Regie (Benny Safdie, Josh Safdie)
- Nominierung für den Besten Schnitt (Ronald Bronstein, Benny Safdie)
- Nominierung als Bester Hauptdarsteller (Robert Pattinson)
- Nominierung als Bester Nebendarsteller (Benny Safdie)
- Nominierung als Beste Nebendarstellerin (Taliah Lennice Webster)[26]

Internationale Filmfestspiele von Cannes 2017
- Auszeichnung als Bester Filmkomponist mit dem Soundtrack Award (Oneohtrix Point Never)
- Nominierung für die Goldene Palme im internationalen Wettbewerb (Benny Safdie und Josh Safdie)

Internationales Filmfestival von Locarno 2017
- Nominierung für den Variety Piazza Grande Award (Benny Safdie und Josh Safdie)

Satellite Awards 2017
- Nominierung als Bester Filmschauspieler (Robert Pattinson)[27]